# 原雷龍屬
原雷龍屬（學名Eobrontosaurus）是蜥腳下目恐龍的一屬，生存於侏羅紀晚期北美洲，約1億5410萬到1億5070萬年前。原雷龍的身長約21公尺。原雷龍是迷惑龍的近親，但也有可能是圓頂龍的近親。
模式種是E. yahnahpin，最初於1994年被描述、命名時，被歸類於迷惑龍屬的一個種（Apatosaurus yahnahpin）。種名來自於當地達科塔語的詞彙「mah-koo yah-nah-pin」，意指印地安人的某種胸部服裝，因為這些化石的胸部骨頭排列方式，類似這種胸部服裝。
。正模標本（邊號TATE-001）是一個相當完整的顱後身體骨骼，發現於懷俄明州的莫里遜組下層。之後發現的一些零碎化石，也被歸類於這個種。
但在1998年，羅伯特·巴克（Robert T. Bakker）的重新研究，發現牠是更為原始的物種，所以巴克將牠命名為原雷龍，學名的意思是「最初的雷龍」。巴克在命名時，將原雷龍歸類於梁龍科的迷惑龍亞科。
在2004年，保羅·阿普徹奇（Paul Upchurch）提出原雷龍可能屬於圓頂龍。但近年的研究多反對這個假設。

## 外部連結
- http://web.me.com/dinoruss/de_4/5cae7e3.htm （页面存档备份，存于）
- 原雷龍[永久] Dinodata]
- 梁龍超科的各屬簡介與演化樹 The Thescelosaurus